# Alessandro Masala
Alessandro Masala (Cagliari, 11 febbraio 1984) è uno youtuber, blogger e opinionista italiano, noto sul web con il soprannome di Shy.
Nel 2011 ha creato il canale Breaking Italy su YouTube, del quale è tuttora il volto principale; dal lunedì al giovedì pubblica video in cui vengono analizzate e commentate le principali notizie del giorno.

## Biografia
Nacque a Cagliari l'11 febbraio 1984; dopo aver conseguito la maturità scientifica nel 2003, si iscrisse alla facoltà universitaria di scienze politiche, ma abbandonò gli studi dopo un solo anno per dedicarsi alla gestione di alberghi, vivendo brevemente a Roma e a Milano, salvo rientrare nella sua città natale con l'intenzione di dedicarsi ad una «vita creativa».
Iniziò la sua attività su YouTube nel 2006, aprendo il canale blushooter, che ospitava vari contenuti fra cui video che promuovevano il turismo in Sardegna; il canale rimase in seguito inattivo, vedendo la rimozione di tutti i video eccetto il primo. Nel 2010 aprì il suo secondo canale, ShooterHatesYou, dove realizzava dirette e vlog; anche questo canale risulta inattivo dal 2016. Ha intrapreso anche altri due progetti su YouTube: il primo, ShooterHatesGames, era dedicato ai videogiochi, mentre il secondo, Parliamone, pubblicava a cadenza settimanale video in cui si discutevano temi di attualità e sociali. Entrambi i canali sono stati abbandonati dopo pochi mesi.
Tra il 2011 e il 2014 collaborò con Il Fatto Quotidiano, realizzando un blog per la testata. Nel 2021 partecipa al docu-cast (documentario podcast) dal titolo Infodemic: il virus siamo noi, scritto e condotto da Luca Perri e Barbascura X, mentre nel 2022 e nel 2023 ha partecipato come ospite al Wired Next Fest di Wired. A partire dal 2023 collabora come opinionista a Omnibus, in onda su LA7.

### Vita privata
Ha una compagna e un figlio, nato nel 2018. Ha spesso dichiarato di aver sofferto di depressione, cercando al contempo di sensibilizzare il pubblico a favore della psicoterapia.

## Breaking Italy
L'8 agosto del 2011, Masala apre il canale YouTube Breaking Italy, consolidatosi nel tempo come un punto di riferimento nel panorama informativo in rete italiano, arrivando a contare, a luglio 2025, 922 000 iscritti e più di 352 milioni di visualizzazioni. Il canale è nato con lo scopo di fornire un'analisi critica e approfondita delle notizie del giorno, adottando però un approccio più diretto e informale rispetto ai media tradizionali. Il format del canale consiste nella pubblicazione, dal lunedì al giovedì, di un video della durata approssimativa di 20 minuti, suddiviso in diverse sezioni che variano da notizie nazionali e internazionali alla tecnologia, nella quale vengono trattate e approfondite tre notizie principali. Ogni venerdì, inoltre, il canale ospita una diretta ricorrente di un'ora e mezza, la Live del venerdì, nella quale Masala commenta con gli iscritti gli eventi della settimana. Nel corso degli anni, Breaking Italy ha visto un'evoluzione sia nei contenuti, sia nella produzione: mentre le prime registrazioni erano realizzate in un ambiente domestico, nel tempo il canale è passato ad un metodo di produzione più professionale, con un maggiore attenzione alla qualità audiovisiva. Oltre a Masala stesso, il canale conta una redazione di quattro persone.

### Spin-off:Breaking Italy Podcast,Breaking Italy NighteGrandi linee
Nel 2019, Masala ha lanciato un nuovo format, il Breaking Italy Podcast, in cui ha intervistato diversi personaggi di rilievo. Dopo una pausa dovuta alla pandemia di COVID-19, il format è tornato con una nuova stagione a cadenza mensile, venendo ribattezzato Breaking Italy Night e registrato di fronte a un pubblico: le interviste della prima stagione sono state ospitate dal Teatro Franco Parenti, a Milano; poi, dalla terza stagione, il Night è stato registrato al Teatro Carcano e, infine, al Teatro Dal Verme, sempre nel capoluogo lombardo. Fra i vari ospiti del format, si possono citare Roberto Saviano, Elly Schlein, Matteo Renzi, Marco Travaglio, Giuseppe Conte e Giuseppe Cruciani.
Dal 2022, Masala e la redazione di Breaking Italy producono il podcast Grandi Linee, in cui discutono sulla rassegna stampa giornaliera in preparazione a ciascuna puntata.

## Programmi televisivi
- Infodemic: il virus siamo noi, docufilm/podcast, Prime Video (2021)[9]
- Touch: il futuro a portata di mano, RaiPlay (2023)[25]
- Omnibus, LA7 (2023-presente).[12][26]
- Dimartedì, LA7 (ep. 11x16, 21 gennaio 2025)
- Otto e mezzo, LA7 (ep. 24x95, 4 febbraio 2025)

## Podcast
- Breaking Italy Podcast (2019-2022)
- Breaking Italy Night (2022-2024)
- Grandi linee (2022-presente)

## Riconoscimenti
- Macchianera Awards
  - 2016 – miglior sito politico d'opinione (Breaking Italy)[27]
  - 2017 – miglior sito politico d'opinione (Breaking Italy)[28]
  - 2018 – miglior sito politico d'opinione (Breaking Italy)[29]

### Annotazioni
1. ↑  L'accentazione del cognome è sdrucciola, cade quindi sulla prima "a" di Masala (AFI: /ˈmasala/). Vedasi   Breaking Italy, Dietro le quinte di Otto e mezzo con Lilli Gruber,  a 3 min 12 s.
2. ↑  Abbreviazione di Shooter Hates You, pronunciato /ʃai/, sciài.

### Fonti
1. ↑   Alessandro Masala, Grazie a tutti per gli auguri di compleanno! È fantastico essere giovani e belli, su Facebook, 11 febbraio 2018. URL consultato il 5 maggio 2024.
2. 1 2 3   Gianmaria Tammaro, Dietro le quinte di Youtube con Alessandro Masala: “Con Breaking Italy avvicino la gente ad argomenti alti”, su La Stampa, 1º agosto 2019. URL consultato il 30 maggio 2024.
3. 1 2 3 4   Ep. 22 - Alessandro Masala, su Radiolina. URL consultato il 3 giugno 2024.
4. ↑   Mr Keba, Chi è Alessandro Masala - ShooterHatesYou? Biografia e curiosità, su Webboh, 26 luglio 2019. URL consultato il 5 maggio 2024.
5. 1 2   Shooter Hates You, su il Fatto Quotidiano. URL consultato il 5 maggio 2024.
«Classe '84, nato e cresciuto a Cagliari, ci sono tornato dopo una fulminante esperienza nel mondo alberghiero dello stivale che mi ha convinto che la vita va vissuta in maniera decisamente più creativa.»
6. ↑   blushooter, su youtube.com, YouTube. URL consultato il 5 maggio 2024.
7. ↑   ShooterHatesYou, su youtube.com, YouTube. URL consultato il 5 maggio 2024.
8. 1 2   ShooterHatesGames, su youtube.com, YouTube. URL consultato il 5 maggio 2024.
9. 1 2   infodemic | Il progetto, su infodemic.it. URL consultato il 25 aprile 2025 (archiviato dall'url originale il 20 dicembre 2021).
10. ↑   Riccardo Saporiti, Patrick Zaki aprirà il Wired Next Fest di Firenze, su Wired Italia, 11 maggio 2022. URL consultato il 3 giugno 2024.
11. 1 2   Fabrizio Basso, Alessandro Masala: 'Breaking Italy racconta il mondo come piace a me', su Sky TG24, 5 maggio 2023. URL consultato il 3 giugno 2024.
12. 1 2   Tragedia Crotone, potevano essere salvati? - Omnibus, 01/03/2023, su la7.it, LA7, 1º marzo 2023. URL consultato il 3 giugno 2024.
13. ↑   Alessandro Masala, 🔰ACHIEVEMENT UNLOCKED: Lo dico da papà🔰, su Facebook, 15 novembre 2018. URL consultato il 3 giugno 2024.
14. ↑   Alessandro Masala, Passeggiata con moglie e figlio., su Facebook, 22 febbraio 2020. URL consultato il 3 giugno 2024.
15. ↑    Breaking Italy, DEPRESSIONE, su YouTube, 23 settembre 2017. URL consultato il 30 maggio 2024.
16. ↑   Massimiliano Parente, "Breaking Italy", la non tv che fa le scarpe alla tv. Con tg, talk e intelligenza, su il Giornale, 16 febbraio 2024. URL consultato il 30 maggio 2024.
17. ↑  (EN) Statistiche di Breaking Italy, su socialblade.com. URL consultato il 26 giugno 2025.
18. 1 2   Manlio Grossi, Skuola.net interroga...Alessandro Masala. Il Fondatore e direttore di Breaking Italy racconta i segreti del suo successo - #MeetZeta, su Skuola.net, 1º febbraio 2024. URL consultato il 30 maggio 2024.
19. ↑    Breaking Italy, Live del venerdì, commentiamo gli avvenimenti della settimana!, su YouTube, 24 maggio 2024. URL consultato il 30 maggio 2024.
20. 1 2   Breaking Italy, Breaking Italy Night, Episodi Integrali, su YouTube. URL consultato il 5 maggio 2024.
21. 1 2 3   Giuseppe Conte e la scelta social: l’intervista (a un mese dalle elezioni in Sardegna) con lo youtuber cagliaritano Masala, su unionesarda.it, L'Unione Sarda, 21 gennaio 2024. URL consultato il 3 giugno 2024.
22. ↑   Breaking Italy Podcast • 27set21-27giu22 • Teatro Franco Parenti • Milano, su teatrofrancoparenti.it. URL consultato il 30 maggio 2024.
23. ↑   Breaking Italy Night S3E09: Giuseppe Cruciani, su teatrocarcano.com. URL consultato il 30 maggio 2024.
24. ↑   Breaking Italy Night con Sigfrido Ranucci, su ipomeriggi.it. URL consultato il 30 maggio 2024.
25. ↑   Touch. Il futuro a portata di mano 2023 - Extra Touch. Alessandro Masala - Video, su RaiPlay. URL consultato il 3 giugno 2024.
26. ↑   Gaza, scontro Giubilei-Masala (Breaking Italy). "Giusto limitare contestazioni studenti". "E qual è il modo corretto per protestare?". Su La7, su Il Fatto Quotidiano, 2 giugno 2024. URL consultato il 3 giugno 2024.
27. ↑   Macchianera Internet Awards 16 - Classifica finale (PDF), su macchianera.net.
28. ↑   Macchianera Internet Awards 17 - Classifica finale (PDF), su macchianera.net.
29. ↑   Macchianera Internet Awards 18 - Classifica finale (PDF), su macchianera.net.